# Younes Sekkouri
Younes Sekkouri, né le 17 juin 1981 à Tanger, est un homme politique marocain. Il a été nommé le 7 octobre 2021 par le Roi Mohammed VI, Ministre de l’Inclusion économique, de la Petite Entreprise, de l’Emploi et des Compétences.

## Biographie

### Parcours académique
Younes Sekkouri est Docteur en Stratégie de l'Institut supérieur de commerce et d'administration des entreprises (ISCAE). Sa thèse porte sur l' «Analyse du Risque Politique dans les Décisions Stratégiques - Cas des Réformes des Politiques Publiques au Maroc».
Younes Sekkouri est titulaire de deux Executive M.B.A obtenus auprès de l’École des Ponts Business School à Paris (France) et de la Fox School of Business de Temple University (États-Unis). Il a également fait partie d’un groupe de réflexion de haut niveau sur les stratégies post-COVID, dans le cadre d’un programme développé avec le père de la théorie de l’Adaptive Leadership, Professeur Ronald Heifetz de la Harvard Kennedy School Network.
Il est Lauréat de l’ASPEN Institute à Paris, précédé d’un diplôme d’Ingénieur d’État en Télécommunications de l’Institut national des postes et télécommunications à Rabat.

### Carrière professionnelle
Avant sa nomination en tant que ministre, Younes Sekkouri exerçait la fonction de Doyen et Directeur Général pour la Région Afrique de l’École des Ponts Business School (depuis 2017). Spécialisé en innovation en Business Model, Transformation Digitale, Leadership, Stratégie et Design des Politiques Publiques, il est également expert auprès de la C.E.A (Commission économique pour l'Afrique des Nations unies) dans les domaines relevant de la politique économique, la politique industrielle et la transformation structurelle.
Expert national auditionné par le président de la Commission Spéciale sur le Nouveau Modèle de Développement, Younes Sekkouri a eu siégé au sein du Comité Stratégique auprès du SG des Nations Unies pour le rapport de développement humain arabe (2014-2016) axé sur la jeunesse arabe.
Younes Sekkouri a été chargé de mission au Ministère de l’Intérieur (2007-2011). Il a contribué à des projets de numérisation de l’administration et des collectivités territoriales, notamment la modernisation de l’État Civil et à des projets d’appui à la politique de décentralisation et l’accompagnement des élus.
Younes Sekkouri a collaboré auprès de la Primature, du ministère de l’Emploi et de l’ANAPEC sur des projets d’appui à l’emploi des jeunes, à l’entrepreneuriat et à la stratégie industrielle «Émergence»  (2005-2007).

### Parcours politique
Younes Sekkouri a été nommé, le 7 octobre 2021 ministre de l’Inclusion Economique, de la Petite Entreprise, de l’Emploi et des Compétences.
Il a été aussi député PAM, Membre de la Commission des Finances et du Développement économique de 2011 à 2016 puis Conseiller PAM à la Commune de Témara et au Conseil Provincial de Skhirat-Témara de 2015 à 2021.
De 2012 à 2014, Younes Sekkouri était Directeur Exécutif du PAM et membre de son bureau politique entre 2010 et 2012. Il a également occupé le poste de Secrétaire Général du PAM dans la Région de Rabat-Salé-Zemmour-ZAER, durant la même période, et Membre du Conseil National du Parti.
Il est à rappeler que Younes Sekkouri est Membre Fondateur du Parlement de l’Enfant (1999), élu porte-parole du Congrès Mondial des Jeunes à Hawaï en 1999.